# Necroticism - Descanting the Insalubrious
Necroticism - Descanting the Insalubrious is het derde album van de Britse groep Carcass (opgericht in de jaren 80 te Liverpool) uit 1991. Het album is eenvoudiger dan de complexere melodic deathmetal die later het kenmerk zou worden van de groep (zoals op het album Heartwork). Het is een rechtstreekse overgang van "Symphonies of Sickness" (goregrind) naar deathmetal. Het album kan ook als experimenteel worden aangezien, Carcass evolueerde ieder album. Het album werd uitgegeven door het label Earache. De teksten zijn nog steeds te situeren in het gore-horror-genre, bijvoorbeeld hergebruik van lijken voor economische doeleinden, enz. De teksten zijn te beschouwen als pastiches.

## Tracks
1. "Inpropagation"
2. "Corporal Jigsore Quandary"
3. "Symposium of Sickness"
4. "Pedigree Butchery"
5. "Incarnate Solvent Abuse"
6. "Carneous Cacoffiny"
7. "Lavaging Expectorate of Lysergide Composition"
8. "Forensic Clinicism / The Sanguine Article"

Corporal Jigsore Quandary en Incarnate Solvent Abuse zijn fout geschreven op de CD's. (Normaal gezien Corporeal ~ en Incarnated~)

## Bezetting van de band tijdens opname
- Michael Amott
- Ken Owen
- Bill Steer
- Jeff Walker